# Gil Eannes
Ne doit pas être confondu avec Gil Eanes.
Gil Eannes est un ancien navire-hôpital portugais, maintenant amarré en permanence dans le port de Viana do Castelo, servant de navire musée et d'auberge de jeunesse.
Entre 1955 et 1973, Gil Eannes fut le navire amiral de la Flotte blanche portugaise qui opérait la pêche à la morue dans les mers des Grands Bancs de Terre-Neuve et du Groenland. En tant que navire amiral de cette flotte blanche et en plus de sa fonction principale de navire-hôpital, Gil Eannes a également servi d'autorité maritime, de navire postal, de remorqueur, de brise-glace et de navire de soutien général pour les navires de pêche portugais.

## Historique
Gil Eannes  a été conçu pour remplacer un navire du même nom, en tant que navire-hôpital et navire de soutien de la flotte blanche portugaise. Le premier Gil Eannes était l'ancien navire marchand allemand Lahneck, capturé par les autorités portugaises en 1916.Il fut alors rebaptisé Gil Eannes, transformé et employé comme croiseur auxiliaire par la Marine portugaise, pendant la Première Guerre mondiale. En 1927, il fut adapté navire-hôpital et envoyé, pour la première fois, dans les mers de Terre-Neuve en soutien à la flotte de pêche portugaise. En 1937, il a commencé à soutenir régulièrement la flotte blanche, en 1942 étant transféré de la marine portugaise à la guilde portugaise des armateurs de pêche à la morue (Grímio dos Armadores de Navios da Pesca do Bacalhau).
Le Grímio dos Armadores de Navios da Pesca do Bacalhau a commandé un nouveau navire pour remplacer le premier Gil Eannes. Celui-ci a été construit par les chantiers navals de Viana do Castelo, en 1955. Il a été conçu comme un navire-hôpital à la pointe de la technologie, pouvant également fournir une large gamme de services à l'appui des navires de pêche portugais. Ainsi, outre l'hôpital, le navire servait de remorqueur, de brise-glace, de navire postal et de navire ravitailleur. Le navire servait également d'autorité maritime portugaise pour la Flotte Blanche, lorsqu'elle opérait en haute mer, pour ce rôle emportant à son bord un officier de marine qui faisait office d'officier de port.
En 1963, Gil Eannes a commencé à opérer comme navire à passagers et navire frigorifique pendant les périodes entre les saisons de pêche à la morue. En 1973, le navire a effectué son dernier voyage dans les mers de Terre-Neuve. La même année, Gil Eannes est envoyé au Brésil dans le cadre d'un voyage diplomatique sous le parrainage de l'ambassadeur portugais de l'époque, José Hermano Saraiva (en).
Après son dernier voyage en 1973, le navire a perdu ses fonctions, restant amarré et abandonné dans le port de Lisbonne pendant de nombreuses années. Le navire était destiné à être démoli pour la ferraille.

## Préservation
En 1997, l'historien et présentateur de télévision José Hermano Saraiva (parrain du dernier voyage du navire lorsqu'il était ambassadeur au Brésil) a lancé, dans l'une de ses émissions télévisées d'histoire, une campagne pour sauver le navire historique Gil Eannes  de la démolition qui devait avoir lieu à quelques jours après.
Gil Eannes a pu être sauvé à la dernière minute et, en 1998, il a été restauré dans les chantiers navals de Viana do Castelo, avec le soutien de plusieurs institutions, entreprises privées et citoyens. Une partie du navire (une partie des anciens quartiers) a été transformée en une auberge de jeunesse de 60 lits, le reste du navire étant restauré selon les caractéristiques d'origine pour être un navire-musée.
Gil Eannes est maintenant amarré en permanence dans le port de pêche de Viana do Castelo et géré par la Fondation Gil Eannes .

## Galerie

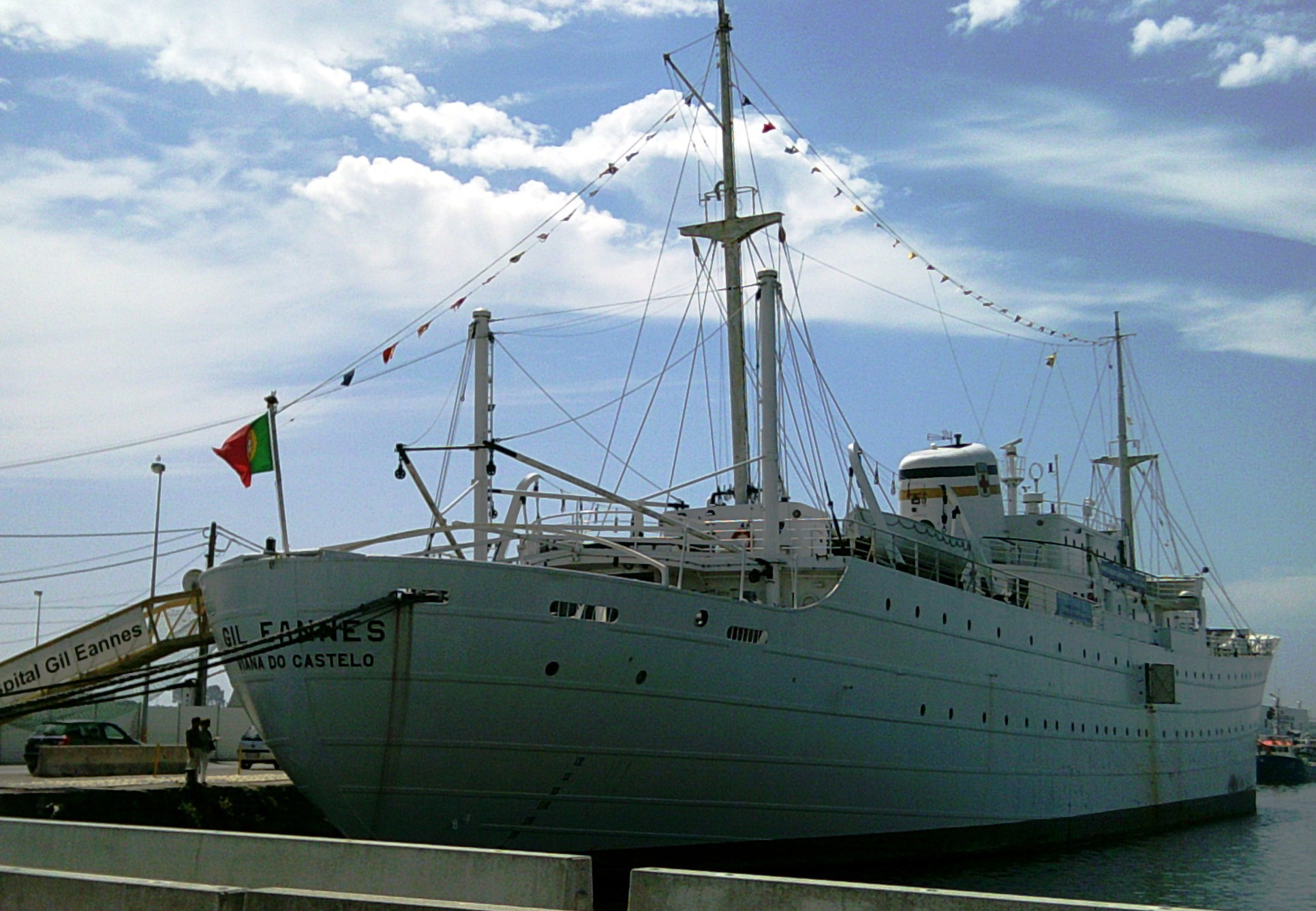
A quai
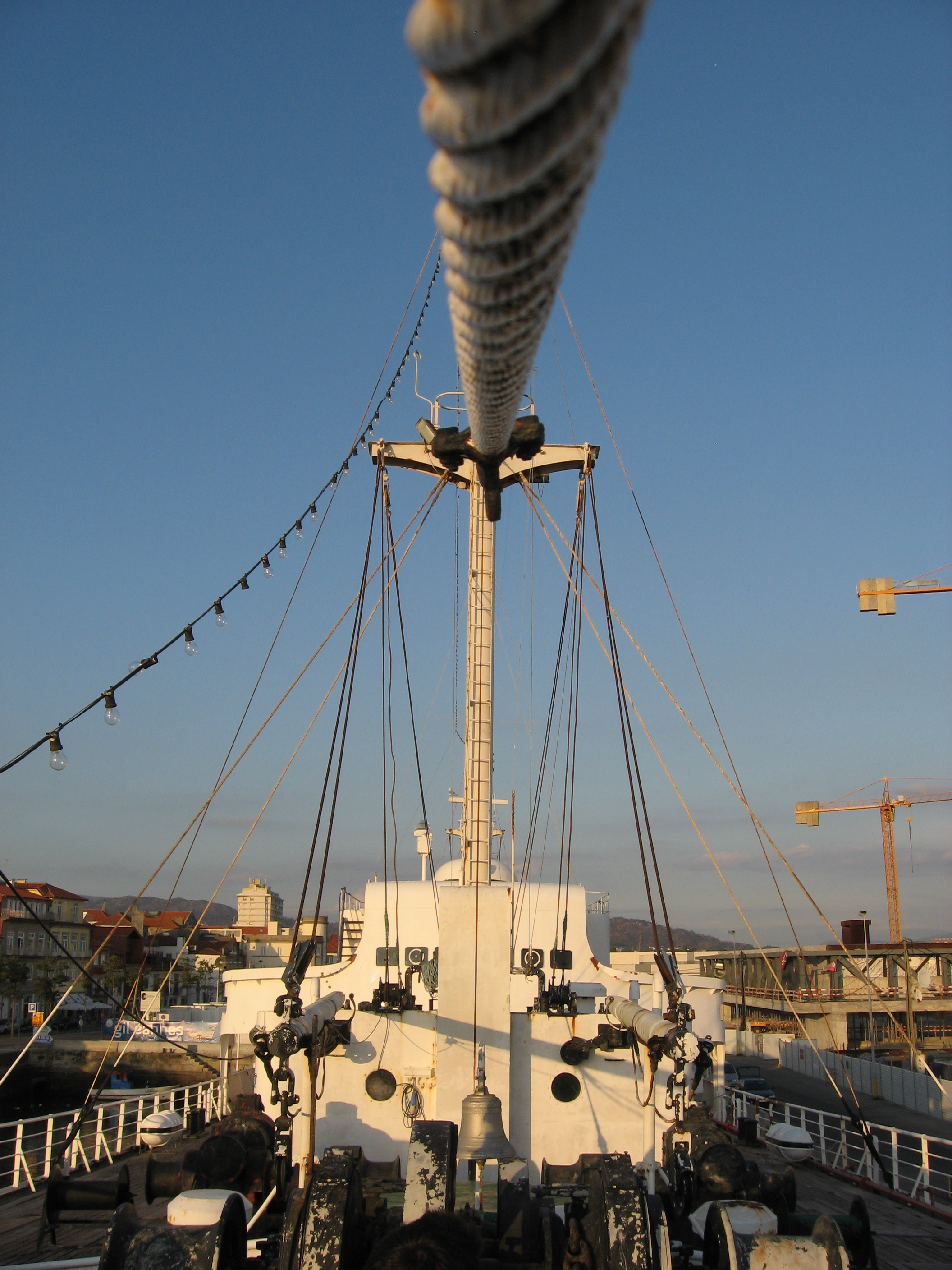
Le pont
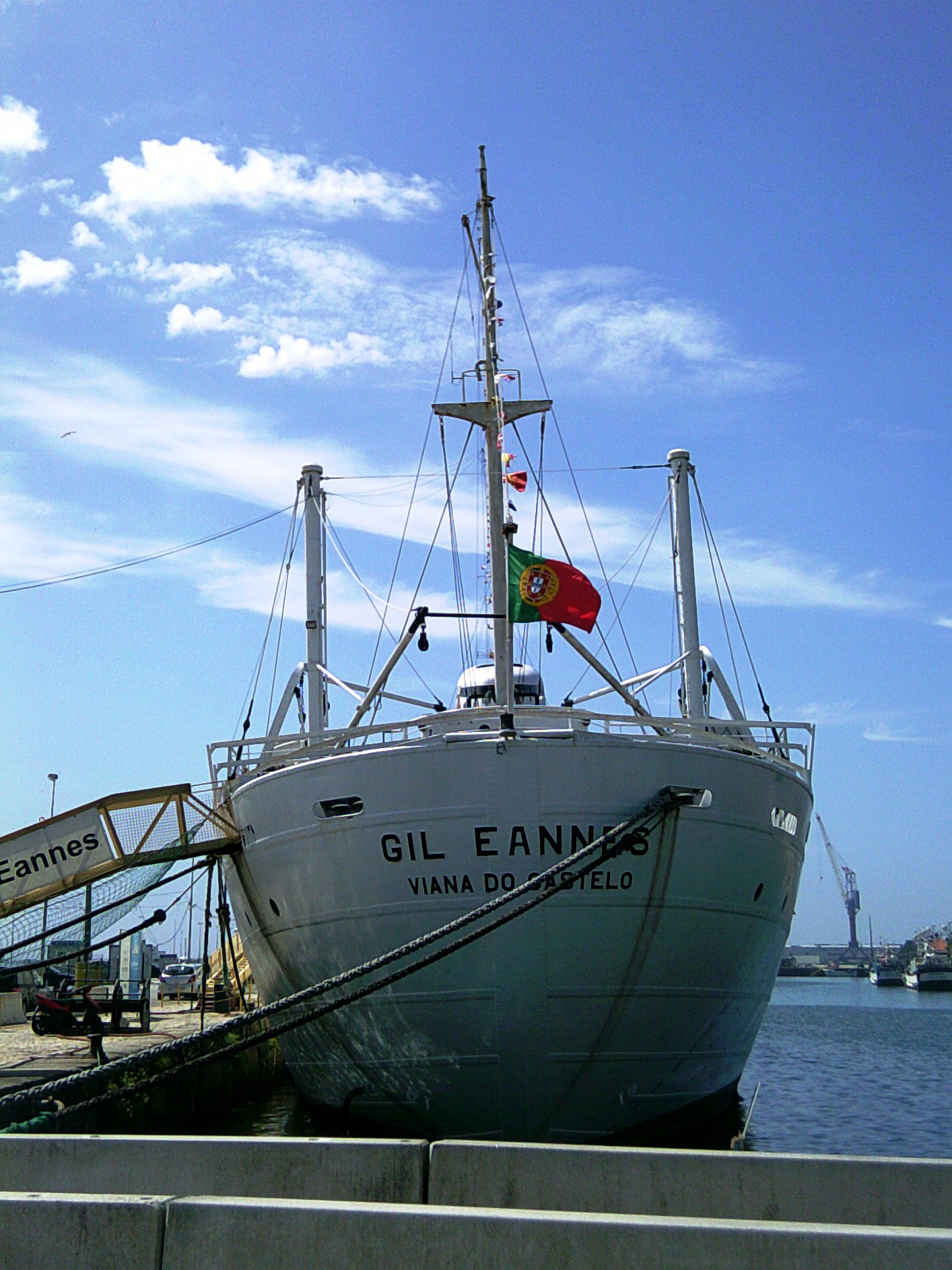
L'arrière
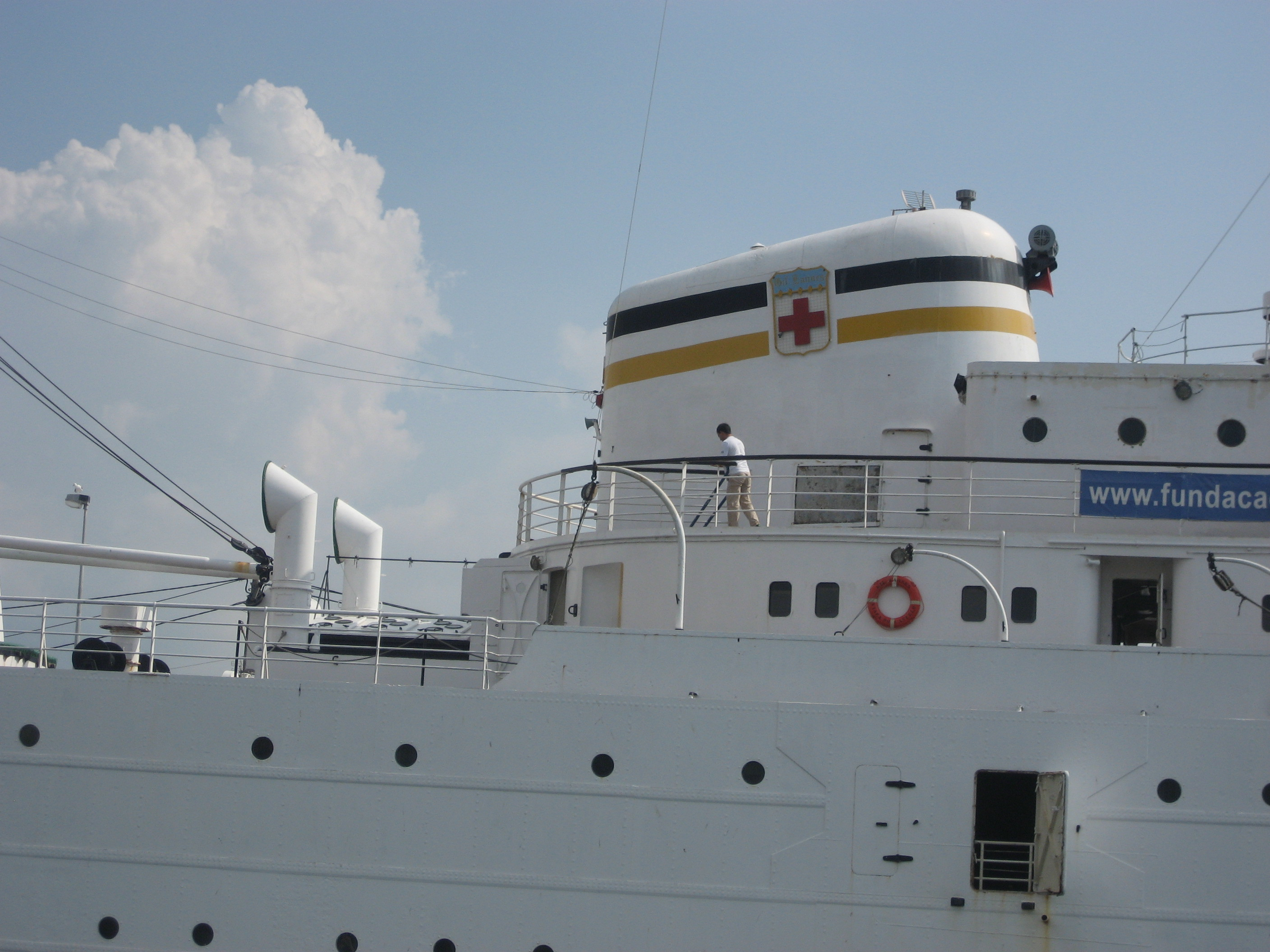
Cheminée
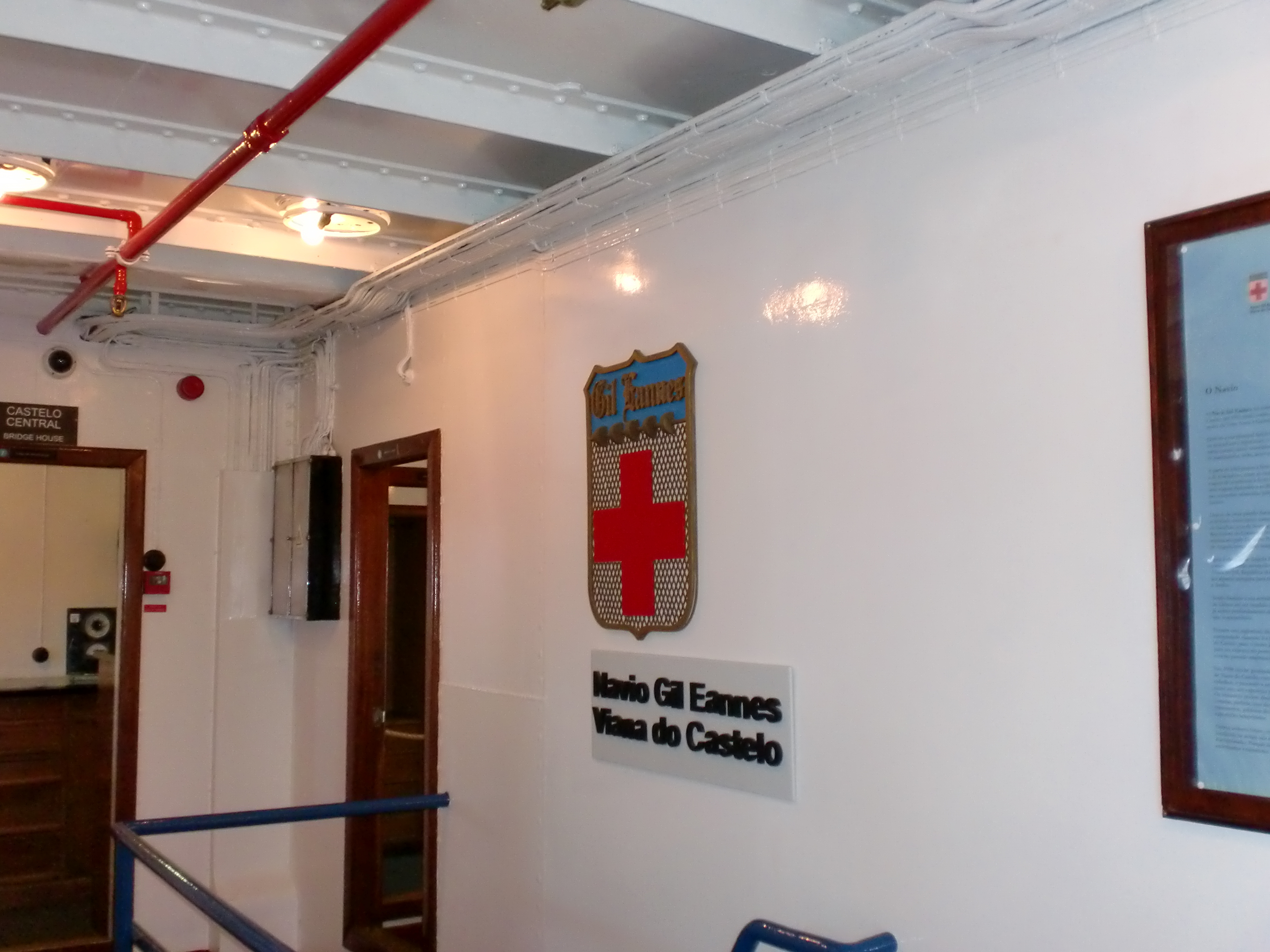
Intérieur
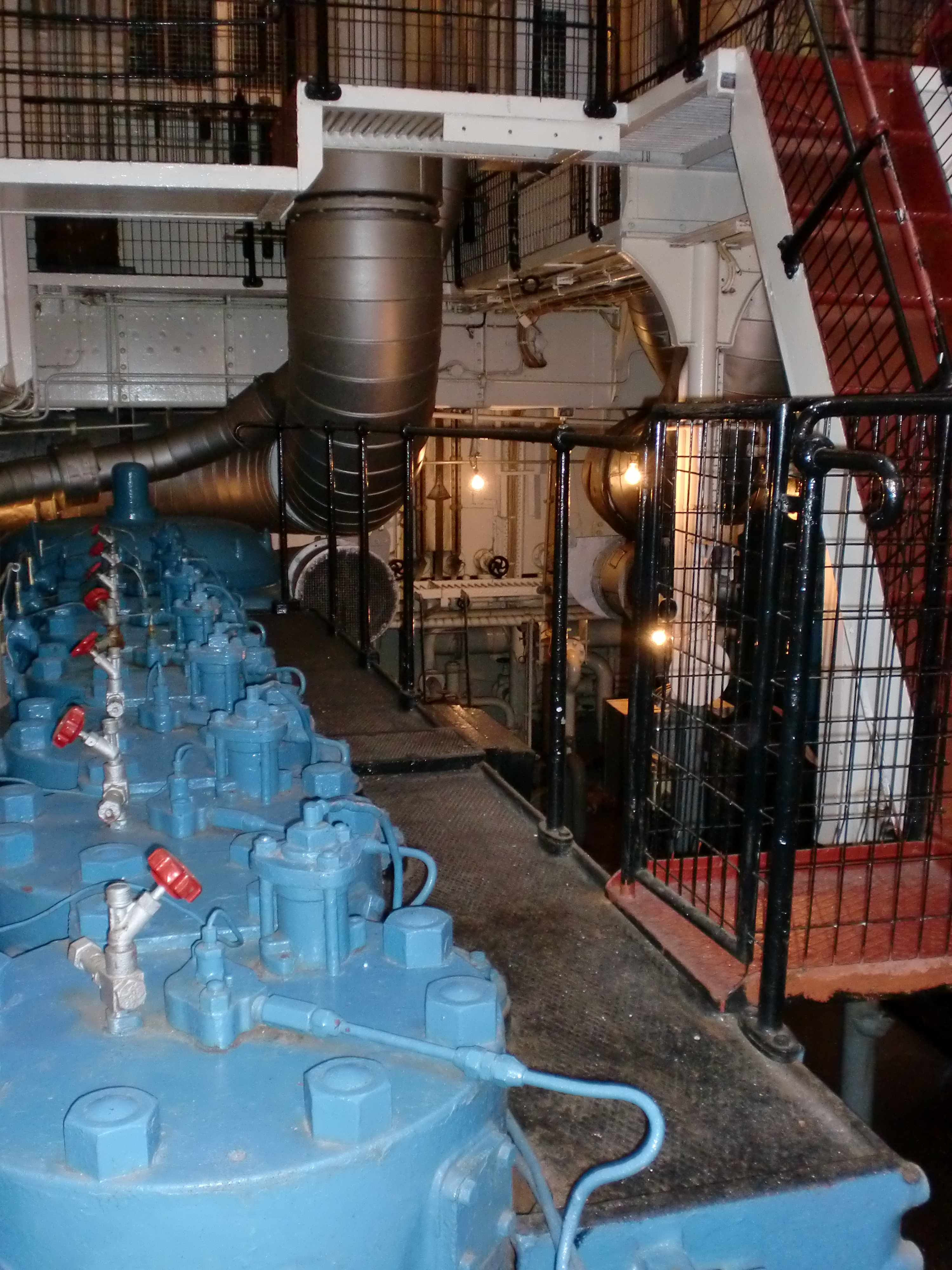
Salle des machines